# Wapen van Wildervank

Het wapen van Wildervank

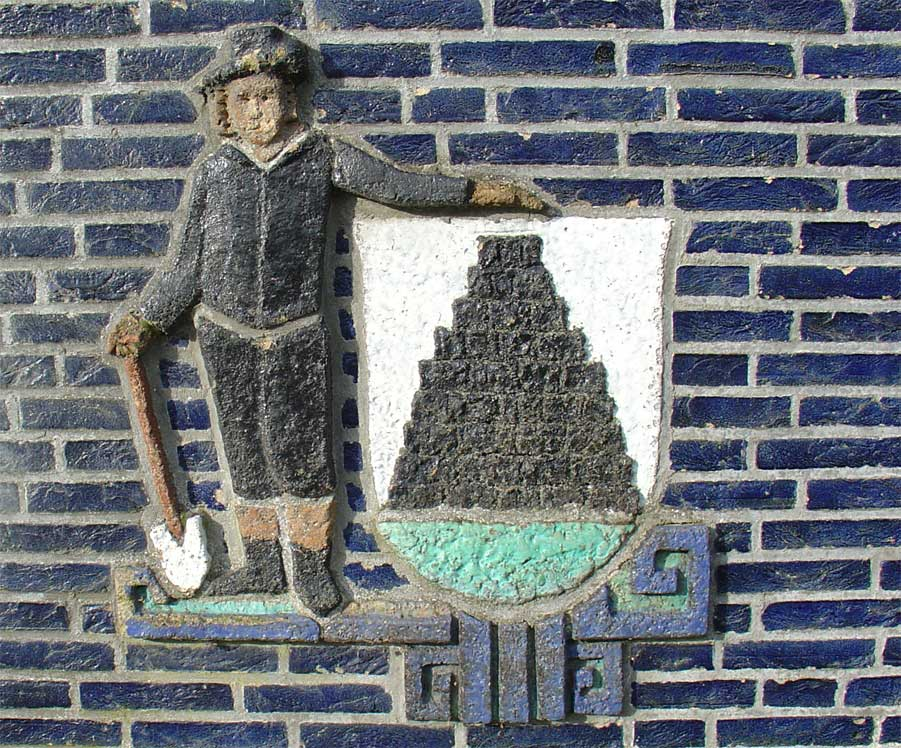
Het wapen van Wildervank door Anno Smith

Het wapen van Wildervank werd op 28 juni 1890 aan de gemeente Wildervank toegekend. In 1969 werd de gemeente opgedeeld en ging op in de gemeenten Stadskanaal en Veendam. 
Het wapen staat symbool voor de ontstaanswijze van het dorp Wildervank. Het dorp werd gesticht door Adriaan Geerts Wildervanck. In 1657 voerde Wildervank een zegel met daarop een arm komende uit een wolk die een olijftak vasthoudt waar weer een adder uit komt, gelijk aan het wapen van Veendam. Het kerspel Wildervank gebruikte na de afscheiding van Veendam, in 1678, een zegel met daarop een lokale kerk afgebeeld. In 1889 ging de burgemeester op zoek naar een wapen dat bij de gemeente zou passen. Na advies van Johan Adriaan Feith, nakomeling van Adriaan Geerstz. Wildervank, werd ervoor gekozen om Wildervank als vervener in het wapen op te nemen, de Hoge Raad van Adel koos er uiteindelijk voor om Wildervank als schildhouder aan het wapen toe te voegen in plaats van op het wapen te plaatsen.

## Blazoenering
De blazoenering van het wapen van Wildervank luidde als volgt:
In zilver een stapel turven van sabel op een terras van sinopel. Als schildhouder ter rechterzijde een persoon met het gelaat, de handen, het ondergedeelte der beenen van natuurlijke kleur, gekleed in wambuis, broek, hoed en schoenen van sabel, met de rechterhand steunende op eene vervenersspade van zilver, met steel van bruine kleur en met de linkerhand het schild vasthoudend. Het geheel omgeven door het randschrift "Gemeentebestuur van Wildervank"
Hiermee was het schild dus zilver van kleur met daarop een stapel zwarte turven. De turven zijn geplaatst op een groene ondergrond. Naast het schild staat een man, Adriaan Geerts Wildervanck, gekleed in zwart wambuis, broek, hoed en schoenen. Hij houdt in zijn rechterhand een spade en met zijn linkerhand houdt hij het schild vast. 
Adorp
· Aduard
· Appingedam
· Baflo
· Bedum
· Beerta
· Bellingwedde
· Bellingwolde
· Bierum
· De Marne
· Delfzijl 
· Eemsmond
· Eenrum
· Ezinge
· Finsterwolde
· Grijpskerk
· Grootegast
· Haren
· Hefshuizen
· Hoogezand
· Hoogezand-Sappemeer
· Hoogkerk
· Kantens
· Kloosterburen
· Leek
· Leens
· Loppersum
· Marum
· Meeden
· Menterwolde
· Middelstum
· Midwolda
· Muntendam
· Nieuweschans
· Nieuwe Pekela
· Nieuwolda
· Noordbroek
· Noorddijk
· Oldehove
· Oldekerk
· Onstwedde
· Oosterbroek
· Oude Pekela
· Reiderland
· Sappemeer
· Scheemda
· Slochteren
· Stedum
· Ten Boer
· Termunten
· Uithuizen
· Uithuizermeeden
· Ulrum
· Usquert
· Vlagtwedde
· Warffum
· Wedde
· Wildervank
· Winschoten
· Winsum
· 't Zandt
· Zuidbroek
· Zuidhorn